# Joseph Cai Bingrui

Bischofswappen

Joseph Cai Bingrui (chinesisch 蔡炳瑞, Pinyin Cài Bǐngruì; * 15. September 1966) ist katholischer Bischof von Fuzhou.

## Leben
1985 begann er sein Studium am Sheshan-Seminar bei Shanghai. Am 15. August 1992 wurde er zum Priester geweiht. Danach kehrte er in seine Heimatstadt in Xiamen zurück. Das Bistum Xiamen war nach dem Tod von Bischof Joseph Prince Tu Ngoc 1991 vakant geworden. 1996 wurde er zum Diözesanbischof gewählt.
Im Juni 2009 wurde er von der Chinesischen Katholisch-Patriotischen Vereinigung zum Bischof von Xiamen gewählt. Der Heilige Stuhl gab auch eine Erklärung heraus, in der er zum Bischof von Xiamen ernannt wurde. Seine Amtseinführung fand am 8. Mai 2010 statt.
Am 15. Januar 2025 wurde er mit Zustimmung des Heiligen Stuhls zum Bischof von Fuzhou ernannt. Die Amtseinführung fand am 23. Januar desselben Jahres statt.